# 茶柱倶楽部
『茶柱倶楽部』（ちゃばしらクラブ）は、青木幸子による日本の漫画作品。喫茶（茶を嗜むこと）を題材としている。『週刊漫画TIMES』（芳文社）にて、2010年5月28日号（5月14日発売）から2015年11月6日号まで連載。連載担当は株式会社銀杏社。単行本は全8巻。連載話数の単位は「第○煎」。
本作品には茶の種類や道具、淹れ方など茶にまつわる知識や薀蓄が盛り込まれており、茶に詳しくない者でも読めるような内容になっているほか、単行本では作中に登場した茶を作っている会社の店舗情報の紹介が載せられており、作中に登場した茶を読者が探すことも可能である。
また、『イブニング』（講談社）連載の漫画『王狩』には本作品で登場したキャラクターが出演しており、世界観が共通している。

## あらすじ
静岡にある老舗茶屋の娘・伊井田鈴は、ある日、遊びに行っていた東京でお婆さんが足を挫く怪我を負った現場に居合わせる。鈴はお婆さんの手当てを行い、そのお礼として鈴はお婆さんからお茶を貰う。そのお茶が今まで飲んだこともないような素晴らしい味だったため、情報を得たいと考えた鈴は情報を集める最中に、たまたま買った宝くじで大金を当てた。この大金は「お婆さんのお茶から貰ったお金」と考えた鈴は大型車を購入、車を改造して移動茶店「茶柱倶楽部」を開き、お茶をくれたお婆さんの手がかりを探すために日本全国を回る旅に出る。
お婆さんを探す旅に出てから1年が経とうとしていたある日。福岡県博多で「茶柱倶楽部」を営業していた、鈴は前夜の夕食に訪れた小料理店の店主からお婆さんに関する情報を得た。お婆さんの名前は、「佐山高子」。彼女は、佐賀県の嬉野市在住で、家では代々緑茶を製造している。高子の元へ向かう前夜、高子の茶畑がある山を散策した鈴は茶の大樹の下に体調を崩して倒れていた高子を発見する。携帯で店主に連絡を取り、慌てて高子を連れ帰り、医師を呼んで、高子はようやく快方へ向かう。あの「香りの金冠を戴く霊峰のようなお茶」を高子に煎れた鈴は、このお茶を伝えていくようにと高子に頼まれる。
高子との出会いを経て、しばらくの後。鈴の元へ神奈川県横浜市出身の大学教授・「桜井夕貴」が訪れ、彼はお茶の研究をしており、高子の紹介で彼女の存在を知り、鈴に自身の日本茶研究を手伝って欲しいと言うのだ。鈴は10月のシルバーウイークに地元・川根市で開催したイベントがきっかけとなり、再び茶柱トラックで全国を回ることに。北は北海道から南は沖縄、さらには台湾と様々な土地を回る日々を経て、鈴は「日本全国『茶柱倶楽部』化計画」を思い立つ。ある日鈴は、香川県を訪れた際に四国八十八箇所お遍路旅をしている、資産家の孫娘・「大室里乃」と知り合う。彼女に祖父母へのお土産にと選んだ「歩危番茶」がきっかけとなり、岡山県吉備津神社で出会った、里乃の祖父のある言葉に自問自答した鈴。ついに彼女は、来年の秋に「お茶祭り」を開催することを決断。
埼玉県川越市で、鈴は里乃の祖母と初対面。そこで鈴は「幻の玉露」をいただき、感激するがその玉露を送ってくれたのは、彼女の長年の親友であることが判明。しかし、その親友は不慮の事故で頭部を負傷。自身のことや玉露のことも忘れてしまっていたのだ。それを知った鈴は「幻の玉露」探しに乗り出すことを決意。旅の途次、鈴はかつて茶柱トラックを出店した滋賀県大津市の和菓子店で、ついに「幻の玉露」を見つけた。大室邸で開かれた茶会で、鈴は玉露を淹れ、玉露が見つかった経緯を話す。そこへ、大室夫人の親友・「さゆり」が現れた。彼女も茶会に加わり、玉露を飲むも記憶が戻ることは無かったが、2人は変わらぬ友情を誓い合う。
1年後。横浜市をメイン会場に『旬茶祭り』を開催。最初に日本茶を海外へ輸出した幕末の女性実業家・大浦慶の地元・長崎県も会場となり、かつて鈴が茶柱トラックを出店した各都道府県の関係者も来場。高子や里乃・鈴の従姉妹・森田望も手伝いに駆けつけ、桜井の著書も会場で発売されるなど一大イベントとなった。イベントは大成功に終わり、感涙する鈴。
そして今日も鈴は、多くの人たちに茶を煎れている。〔完〕

## 登場人物

### 伊井田家
伊井田 鈴（いいだ すず）
主人公。静岡県の川根町にある老舗茶屋「伊井田茶園」の一人娘で、跡取り娘でもある。父譲りの頑固さと、母譲りの楽天家さを併せ持った性格。茶に対する造詣は非常に深く、また茶の淹れ方など茶の扱いにも長けており、本人も茶が大好きな「茶馬鹿」。
茶の淹れ方の腕前は頑固な父親も「天性の才能」と認めているほどである。非常にツキと運が良く、宝くじで大金を当てたのを始め、懸賞や福引を当てたり、釣りが入れ食いになったりするなど様々な幸運に恵まれる運勢の持ち主で、母親曰く「あの子の行く所には茶柱が立つ」。
お婆さんを助けたことでお礼として貰った茶がきっかけで移動茶店「茶柱倶楽部」を始め、お婆さんの手がかりを探して全国を回る旅に出た。佐賀県の嬉野市で、ついに件のお婆さん・佐山高子と再会。
その後、高子の紹介で知り合った、日本茶を専攻している大学教授・桜井夕貴と関わり、「あの移動茶店で茶処と飲み手をつないで、日本中のお茶と出会う場を作る」という新たな目標をもって再び旅に出る。旅の先々で様々な人と出会い、茶を通じて人とのつながりを深めていく。
第4巻終盤で「日本全国『茶柱倶楽部』化計画」を提案。九州の鉄輪温泉からスタート。第7巻で知り合った、資産家の孫娘・大室里乃の祖父との会話で、自分が「一期一会」の意味をわかっていたのかと自問自答した後、「お茶祭り」開催に向け、動き出すことを決意した。
第五十一煎で大室里乃の祖母と知り合い、「幻の玉露」を教えられ、淹れるがそのお茶は彼女の旧友から送られていた物だった。だが、その旧友が不慮の事故で記憶を無くした（祖母の項を参照）ことから、「お茶祭り」開催準備と共に、「幻の玉露」探しに乗り出すことを宣言。
最終回でついに「幻の玉露」を見つけ、大室邸にて茶会を開き、高子・桜井・大室夫妻たちに淹れた。この玉露、実はマウロ・トスカニの妻の実家で顧客用に出していた逸品なのだ。茶会を開いた1年後。ついに「お茶祭り」を『旬茶祭り』と命名し開催。これまでに彼女が茶柱トラックを出店していた、各都道府県の関係者が集まる一大イベントに。
伊井田 正幸（いいだ まさゆき）
鈴の父。「伊井田茶園」の社長。茶商出身。頑固な性格。
当初は鈴の移動茶店に反対していたものの、鈴の話と決意を聞き、旅に出ることを認める。
一方で、鈴に悪い虫がつかないか心配している。
第7巻では、広島県在住の同級生がいることが明らかに。彼からは「マッちゃん」と呼ばれている。
鈴の母
「伊井田茶園」の社員。茶農家出身。楽天家な性格。
夫の正幸を「あなた」と呼ぶが、社内ではそう呼ぶ度に「社長と呼べ」と訂正される。

### その他の人物
佐山 高子（さやま たかこ）
佐賀県の嬉野市に住むお婆さん。彼女が鈴にあげたお茶が、鈴が旅に出るきっかけを作ることとなった。第2部では太平洋戦争当時の台湾生まれであることが明らかに。
第3部で、生き別れの弟に会うため台湾へ渡るものの、DNA鑑定の結果、血縁関係はなかったことが判明したが茶を通して絆を深め、姉弟であることを誓った。
第7部で来日した、李（リー）に京都を案内した。
木村 哲也（きむら てつや）
第四煎「茶の残り香」で鈴の茶店に客として来た探偵。愛知県の名古屋市で探偵事務所を営んでいる。焙じ茶が好き。
浮気調査をした際、その愛人が自分の元恋人だったことを知る。茶店からの帰り道、偶然その元恋人と再会。「人もお茶も替えの利かないものがある」と気付き、再び結ばれた。
園川 圭一（そのかわ けいいち）
第六煎「なごませない茶」で鈴の茶店に客として来た中学生。京都府の宇治市出身。将棋を指しており、プロの棋士を目指している。同じ作者の漫画作品『王狩』にも出演している。
マウロ・トスカニ
第五煎「もてなしの心」で鈴の茶店に客として来たイラストレーター。滋賀県の大津市出身。イタリア人の父親と日本人の母親を持つ日伊ハーフ。
母親の出身の関係で5歳まで日本に在住し、後に父の故郷・イタリアに移住。イタリアで貧乏学生として暮らしていた頃に妻（第五煎で、和菓子店の娘であることが明かされている。）となる女性と知り合った。鈴が出店している「琵琶湖祭」のイベントに招待されている。
最新号では夫婦関係の危機に瀕していたが、妻の妊娠が判明し、仲直りした。
最終回で、妻の実家に鈴が捜していた「幻の玉露」があったことが判明。1年後の『旬茶祭り』に、産まれたばかりの赤ちゃんを連れてやって来た。
桜井 夕貴（さくらい ゆうき）
第九煎「茶柱、再び」から登場。神奈川県の横浜市出身。東京農生大学で、日本茶を教えている大学教授。
鈴のことを、「お茶娘（おちゃむすめ）」と呼んでいる。鈴が再び、茶柱トラックで旅に出るきっかけを作った。
「仕事が出来すぎて別居した」母親がいて、後に父と復縁してのんびり暮らしていることが判明。
最終回で鈴が開催した『旬茶祭り』で、自身が出版した著書を販売していた。
花巻 夫人（はなまき ふじん）
第十二煎「茶の好み、人の好み」で登場。全国チェーンのビジネスホテルを経営している。正月に夫婦で寸又峡温泉へ行く予定だったが、夫婦喧嘩してしまい一人で静岡県へ。
鈴が煎れた静岡県産熟成『本山茶』を飲み、喧嘩した原因が自分の淹れ方にあると知る（夫は関西人のため、深蒸しを「濁っている」と解釈）。
旅の終わりに、鈴に名刺を渡し、自分が経営しているビジネスホテルにいつでも泊まれるようにと協力してくれる。
李（リー）
第十六煎「台湾にて」から登場。桜井夕貴の知り合いで、台湾で茶商をしている。桜井の研究を手伝う過程で高子の存在を知り、生き別れた自分の姉かもしれないと桜井に告げ、今回の台湾行きのきっかけとなった。
DNA鑑定の結果、血縁関係はなかったことが判明したが、桃花の祖母・菊梅の兄の戦死した親友・天来の息子であることが判る。日本にいる高子の家族から送られた当時の写真に、李そっくりの男性（天来）とその妻。さらに「茶師様の奥さん」・高子の母と親友の妻が一緒に写っており、病院に入院していたのは天来の妻だったことが判明。
その後、高子の両親に引き取られ、高子と姉弟として育てられるはずだったが、日本の敗戦で帰国しなければならなくなり、裕福な台湾の名家に養子として迎えられることになる。
終戦直後の激烈な反日運動で、李の過去は封じられて現在に至った。台湾旅行最終日、鈴たちと三峡にある『清水厳祖師廟』に参拝し、高子と茶を通して姉弟であることを誓った。第7部で桃花（タオファ）と来日し、京都を観光した。
許 桃花（シュ タオファ）
第十七煎「慈しむ歳月の香り」で、鈴たちが泊まっているホテルの前で財布を落としたことがきっかけで知り合う。
台湾の鶯歌で、茶器の絵付けをする仕事をしている。
第7部で来日し、鈴と再会。京都の町家で宿泊。鈴に、自分の絵付けした作品が認められたことを報告。
京都から沖縄県へ行き、鈴と共に上間家に保管されていた茶貿易に関する古い資料を調べていくうち。自身のおばあ（菊梅）の弟（大叔父）が関わっており、「密貿易の裏帳簿」であることと、その帳簿に記載されていた取引よりも「ずっと前に」その大叔父は故人であることが、明らかに。
許 菊梅（シュ チウメイ）
第十八煎「茶器が呼ぶ追憶」で、登場。桃花の祖母。
戦時中、高子の父の指導の下で茶の製造に携わる仕事をしていた。
第7部終盤。台湾へ帰国した桃花と共に、現地にある『琉球漁民慰霊碑』で大叔父の息子（甥）と対面を果たした。
森田 望（もりた のぞみ）
第二十二煎「一煎に籠める心」で登場。鈴のいとこ。実家は静岡県の牧之原で茶農家。大学卒業後、上京して就職。同じ会社に勤めている、横澤に片思い中。
最終回で、『旬茶祭り』の手伝いをしていた。
守宮 昂衛門（もりみや こうえもん）
第十三煎「熟して成るもの」で登場。桜井の古い友人で、重要無形文化財の木工職人。
桜井との待ち合わせで鈴の後姿を見て、亡き妻・椿を思い出す。引退を考えていたが、鈴が煎れた『碁石茶』を飲んで引退を撤回。
守宮 椿（もりみや つばき）
第十三煎「熟して成るもの」で回想シーンに登場。若くして亡くなっていた。
高崎 吾郎（たかさき ごろう）
第二十三煎「天地の恵み」で登場。元・気象庁勤務の気象予報士。玉露が好き。
実家は和歌山県の「海沿い」（高崎談）で、筑波在住。和歌山を襲った台風のために、高崎が会いに来ていた、「天気読みの達人」が高崎の依頼で、長年書き続けてきた「観天日誌」を紛失。日誌を探すために、ゴミ拾いをしながら熊野川へやって来た。
岡 誠一郎（おか せいいちろう）
第二十四煎「思い出の余韻」で登場。新潟県小千谷市在住の、花火師。
仕事熱心で、高崎吾郎いわく「口の重い人」。因美茶が好き。
上田 剛（うえだ つよし）
第二十四煎「思い出の余韻」で登場。全国の花火大会を撮影する旅を続けている、アマチュアカメラマン。
実は岡誠一郎の幼なじみ。彼らが幼い頃、夏休みで「帰省先だから友達もいない」ことから親しくなり、テレビで見るよりも実際に、花火大会を見ることを勧められた。
岡から言われた「百倍カッコイイから」の言葉が忘れられずに、仕事の合間を縫って花火大会を撮影する旅をしていた。
三笠 忍（みかさ しのぶ）
第二十五煎「かつて、これから。」で登場。東京都の下北沢在住のバーテンダー。
勤務しているバーの店長から、NYにオープンする日系のデザインホテルのバーへの異動の内示を受け迷っていたが、鈴が煎れた静岡の茶師による「一葉仕上げの煎茶」を飲み、行くことを決意した。
江端 一樹（えばた かずき）
第二十七煎「家族ひとつの急須」で登場。愛知県名古屋市に本拠地を構える、人気球団所属の、プロ野球選手。鈴が訪ねてきた、江端弓子の夫。愛称・「バッさん」。
試合中に膝を痛め、現在は調整中。弓子が盲腸で倒れ、妻に代わって家事に育児に大変な日々。茶柱トラックで、愛知県産「新城茶」を飲み、朝食時にお茶を飲むようになったのが、最初に膝を痛めたときだと気付く。
弓子の退院後、一軍に復帰。バッティング練習で、快音を響かせる。
江端 弓子（えばた ゆみこ）
第二十七煎「家族ひとつの急須」で登場。常滑焼の陶芸家。一樹とは、球場で愛知県物産展を開催したときに知り合い、結婚。鈴とは、世界的に有名な製陶会社・『ノリタケ』が持つ史跡・『ノリタケの森』で待ち合わせをしていたが、当日朝。盲腸を患い、入院。一樹との間に、一児をもうけている。
森 なつめ（もり なつめ）
第二十八煎「解きほぐす」で登場。京都府の祇園にある、接骨院で働いている、鍼灸医。
院長代理の木下とはほとんど両思いだが、ボケとツッコミの様な間柄であることから、素直になれなかった。だが、辰未院長に背中を押されるような形で、想いが通じ合った。
木下（きのした）
第二十八煎「解きほぐす」で登場。辰未院長の接骨院で、院長代理を務める。バツイチ。
「女を見る目がない」（辰未院長談）ため、相手の浮気で離婚したのに慰謝料を取られて、貧乏暮らし。森なつめとはほとんど両思い。
辰未院長（たつみいんちょう）
第二十八煎「解きほぐす」で登場。京都府の祇園で、接骨院を営んでいる。建仁寺を訪れた、鈴に森と木下のことを「あのふたりはお似合いなんだよ」と、話す。
なかなか素直になれない2人を案じ、鈴に針を打ちながらこぼした。接骨院で鈴が煎れた、宇治市田辺産「本玉露」を飲んだ後、2人を一喝。
第二十九煎「お茶の誠実」にも登場。元・宝石細工職人のゆき夫人の往診で、奈良県に月1で通っている。
鈴木 いずみ（すずき いずみ）
第二十九煎「お茶の誠実」で登場。ゆき夫人の屋敷で、住み込みのお手伝いとして働いている。実はゆき夫人の亡き夫（ジュエリーデザイナー。）の娘。前妻が亡き父の再婚を知り、かつて元夫にリメイクを頼んだエメラルドのブローチを投げてよこしたことを打ち明けた。
鈴が点てた、「和束抹茶」を飲み、前妻の娘であることを告白。ゆき夫人の人柄に触れ、早く真実を打ち明けようと悩んでいたと告げた。
ゆき夫人（ゆきふじん）
第二十九煎「お茶の誠実」で登場。奈良県で、亡き夫が遺した広大な屋敷で、暮らしている。旧姓・戸田。
宝石細工職人という華やかな経歴を持つが、性格は質素で堅実。おまけに、「出不精」（辰未院長談）。
いずみの告白と謝罪を受け入れ、引き続き屋敷で働くことを許した。
大室里乃の祖母（おおむろりののそぼ）
第五十一煎で登場。旧姓・甲田。
鈴が出店した、埼玉県川越市にある店舗の経営者から紹介された。
自宅には、多くの玉露を保管してあり、旧友から「幻の玉露」を送られる度に飲んでいたが、その旧友は不慮の事故で頭部を負傷。自身のことも玉露のことも忘れてしまっていた。
孫娘・里乃から『茶柱倶楽部』の話を聞き、協力を申し出る。
最終回で、鈴がついに「幻の玉露」を見つけ、自宅での茶会にて玉露を飲み、親友・さゆりと再会。彼女の記憶が戻ることはなかったものの、これからも変わらぬ友情を誓う。
さゆり
最終回で登場。大室夫人の親友。マウロの妻の実家（和菓子店）で購入した、「幻の玉露」を彼女へ送っていたが、不慮の事故で頭部を負傷してしまい、自分のことや玉露のことすら忘れてしまう。
大室夫人の項にある大室邸での茶会で、ついに彼女と再会。記憶が戻ることはなかったが、これからも変わらぬ友情を誓い合う。

### 九州編登場人物
荒谷兄弟（あらやきょうだい）
第三十煎「家族の味」で登場。大阪府出身。鈴が計画している「日本全国茶柱倶楽部化計画」で、九州からスタートすることにした旅の途中で知り合う。大分県の別府市にある、鉄輪温泉で父親と待ち合わせをしていた。
母親は「おやじは山師」（荒谷（兄）談）であることから、父親の尻拭いで働き詰めの生活だったため、体を壊して他界。鈴が作った「荒谷家好み椎茸佃煮茶漬け」を食べながら、父親の再婚を認めた。
荒谷兄弟の父（あらやきょうだいのちち）
第三十煎「家族の味」で登場。様々な商売に手を出しては儲けたり失敗したりの繰り返しで、いわゆる「山師」。
妻の死後、再婚することになり、鉄輪温泉で息子と待ち合わせをしていたが、相手にプロポーズするために遅れて現われた。容貌が、JR別府駅前にある油屋熊八（銅像）に似ている。
阿部美海（あべ みうみ）、阿部美峰（あべ みみね）
第三十二煎「器に満たすのは」で登場。鈴が訪れた、宮崎県高千穂峡で双子の妹・美峰と、双子の姉・美海とは日南海岸で知り合う。実家は、旅館を営んでいる。
実は、二人が誕生した時にお祝いでもらった、対の薩摩切子の酒杯を美峰が割ってしまい、割ったことを隠して同じ酒杯を美峰が買って飾っていた。そのことが原因で、姉妹ゲンカになってしまう。
美海は、鈴が煎れた「唐黍焼酎の釜炒り茶割り」を呑み、「じいちゃんとばあちゃんに免じて」、仲直りを決断。今度2人で唐黍焼酎を呑んでみると、鈴に告げた。
正本（まさもと）
第三十六煎「楽しめる祭り」で登場。佐賀県在住。熱気球のパイロット。去年の熱気球大会に参加し、今年もエントリーしているジョアン・クーパーに、片思いしている。
去年の大会最終日。夜にバルーンの打ち上げをしている最中、ジョアンに告白したが当時彼女は交際相手と別れたばかりで、男性不信になっていて、告白には答えられず平手打ちされた。
だが、諦めきれずに大会初日。バルーンを使って、「気球を好きな あなたが好きです」と告白した。
ジョアン・クーパー
第三十六煎「楽しめる祭り」で登場。熱気球のパイロットをしている、父親と共に来日。
去年の大会最終日。正本に告白されるが、こっぴどくフッた。父親の相棒が仕事の都合で来日できず、自身が代理でパイロットを務めることに。
鈴が煎れた、「静岡本山の「軽発酵茶」」を飲み、去年の告白を断った理由を語り始める。別れた相手が交際を申し込んできた当初、正本と同じく「一目惚れしました 付き合ってください」と告白され、交際を始めたところ、価値観の違いが浮き彫りになり、それがきっかけで別れた。
自身の容姿に「一目惚れ」したと思い込んで拒絶したが、大会初日に正本のバルーン告白を見て彼を見直す。
ジョアン・クーパーの父（ジョアン・クーパーのちち）
第三十六煎「楽しめる祭り」で登場。ジョアンの父。
毎年参加していた、今大会で妻（ジョアンの母）と知り合い国際結婚。「妻の故郷のアルバカーキで気球三昧！」の暮らしをしている。大会参加中は、高子の親戚宅に滞在している。

### 沖縄編登場人物
上間夏子（うえま なつこ）
第三十八煎「ウミカジの流儀」で登場。貿易会社を営んでおり、桜井教授とはそれが縁（彼の実家は、貿易業）で、先代からの付き合いがある。娘が一人いる。
夫とは長く別居していて、鈴たちには「（本土へは）仕事で行っている」と告げていた。実は12年前。夫が仕事のために遠縁が経営する運送会社で繁忙期にトラックドライバーとして働いていたが、無免許運転の車と事故を起こしたことで大口の顧客を失い大変なことになってしまっていた。
実は、桃花の祖母・菊梅の兄が、沖縄がアメリカの統治下にあった頃。沖縄と台湾の密貿易に関わっていた。
鈴が煎れた、「静岡 深蒸し仕立ての「掛川茶」」を飲み、娘の婚約者と和解。
その後。出奔した夫とは、密貿易に関する資料集め等がきっかけとなり、12年ぶりに再会を果たした。
上間波里（うえま はり）
第三十八煎「ウミカジの流儀」で登場。夏子の娘。
実は婚約者がいて、前述の事情で「12年戻ってません」と鈴たちに打ち明け、結婚式には父に出て欲しいと告げた。
鈴が煎れた、「軽発酵茶「春巡」」を飲み、母に結婚の話を打ち明けた。
久部良洋（くぶら よう）
第四十一煎「差異は彩り」で登場。波里の婚約者。与那国出身。
ネットに詳しく、鈴と桃花がお茶に関する資料を調べる過程で桃花の大叔父が密貿易に関わっていたことから、自身の育った与那国の資料を収集。
「しゃべると良く 人を怒らせる」性格。
許桃花の大叔父（シュ・タオファのおおおじ）
菊梅の兄。回想シーンに登場。戦後間もない頃、沖縄と台湾の密貿易に関わっていた。
沖縄の女性と結婚していた。1947年（昭和22年）に発生した、「二・二八事件」がきっかけとなり、排日運動（李の項を参照）が激化したことから、妻子を連れて台湾を離れ、沖縄へ移住。
桃花が台湾へ帰国後。さらに詳しく調べた結果、「沖縄で茶業を起そうとし 茶に適した土地を探してまわる旅路でマラリアで命を落とした」ことが判明。その後、大叔父の息子（菊梅の甥）が見つかり、桃花・菊梅と対面を果たした。

### 中国・四国編登場人物
福井夫人（ふくいふじん）
第四十四煎「容れ物と容れる物」で登場。小柄で童顔だが、実はアラサー。
夫が兄の急病でいきなり政界入りすることとなり、夫唱婦随で頑張ってはいるものの、なかなか慣れずに苦労している。山口県の東後畑棚田で会った翌日、唐戸市場に出店している茶柱トラックへ訪れた。
棚田で鈴からふるまわれたお茶の茶碗が「面白かった」ことから、先に器を選んで、それに似合うお茶を煎れてもらうことに。それからというものの、毎日一杯ずつ様々な茶器を選んで飲むようになる。
後日、唐戸市場の屋上にある芝生広場で青の杯「高瀬茶」と赤の杯「小野茶」を飲み、夫が跡を継ぐことになった経緯と、地元有権者からは「器が違う」と長兄と比較する声が多いことで悩んでいたことを打ち明ける。「日本中のお茶を集めた お祭りを開きたい」という鈴の応援を約束する。
坂上（さかがみ）
第四十五煎「親は空、子は翼」で登場。広島県在住。実は鈴の父・正幸の中学時代の同級生。学生時代から大の飛行機好きで、セスナ機のパイロットをしている。自転車でしまなみ海道サイクリングロードを渡るほどのスポーツマン。
鈴と正幸が宿泊するホテルの手配をしてくれた。実は鈴が誕生したのと同時期。彼にも長男が生まれたが、生まれて半年で他界。「SIDSらしい」（正幸談）とのこと。それ以来没交渉となっていたが、クラス会の連絡をした際、茶柱トラックが広島へ出店することを話したら、「会いたい」と言われた。経緯を聞いた鈴が開いた「朝茶会」で、八女の玉露 「二重出し」を飲む。
向田（むこうだ）
第四十六煎「「対」の形」で登場。広島県尾道で出店していた時に来店。鈴に頼んで、愛媛県の松山市へ。
内子町の宿で、過去の出来事を思い出し宿を飛び出すが、探しに来た鈴に翌朝「凛々しく清らかな香気の愛媛「新宮茶」を 同じく愛媛「砥部焼」の夫婦茶碗で」ふるまわれた。
若い頃に松山の商家へ嫁いだが、姑との折り合いが悪く、姑に尽くして働いても、跡継ぎである息子を産んでも認められることは無い日々を過ごし、さらに追い討ちをかけるように実家の母親が倒れ、実家に帰りがちになると次第に居場所をなくし、離縁に追い込まれた。後年、風の便りで姑が選んだ女性が後妻に入ったが、きつい性格で姑が責め立てられている日々を送っていることを知り、「因果応報だ」と愉快に思っていたこと。嫁姑の諍いの末に姑が他界し、そのことがきっかけとなり後妻も家を出たことが手紙に綴られていた。見知らぬおばあさんを捜していた際、（手紙に綴られていた）元夫からの知らせで「あの傲慢な姑が嫁に罵倒され やはり雨の晩家を飛び出し倒れた」とあったのを思い出し、鈴の一言で過去を「許す」ことに。宿を出た後、待ち合わせ場所である『砥部動物園』へ向かい、元夫・息子・初孫と数十年ぶりに再会を果たした。
梅田 蓮（うめだ れん）
第四十七煎「原点の情熱」で登場。鈴が高知県高知市内で茶柱トラックを出店した際、店じまいしているところに現われ、自棄酒で酔いつぶれていた。鈴は介抱しようとしたが、たまたま学会に来ていた桜井教授に止められた。
後日、酔い覚めのお茶（白川茶）のお礼に現われ、失業の危機に瀕していることを打ち明け、自宅待機中であることも明かした。
『茶柱倶楽部』の定休日に、桜井教授に連れられて『高知県立牧野植物園』へ行った際、火気厳禁だったことから、持参したお湯で「奈良・月ヶ瀬の「二番茶」です」をふるまわれた。
大学で2トップの教授の抗争の当事者で、片方の教授の片腕的存在だったことから、桜井は研究職（日本茶専攻）であることを打ち明けていなかった。桜井が「知り合いの教授に片っ端から声かけといたから」と、転職の世話もしていた。
大室 里乃（おおむろ りの）
第四十九煎「弘法の巡り合わせ」で登場。鈴が香川県坂出市にある、地元人気うどん店『がもう』で、うどんを食べている最中。里乃が写真を撮ろうとしていたところに声をかけたことがきっかけで知りあう。
四国八十八箇所歩き遍路をしていた祖父母が、急用のためあと数ヶ所を残して遍路旅を断念したため、彼女が代わりに歩き遍路旅をしていた。うどんを食べ終えて、鈴から「静岡の「袋井茶」」をふるまわれた。
鈴と別れて数日後、茶柱トラックを出店している琴平町で再会し、鈴を安堵させた。すべての札所を回り、墨書・朱印を手に入れることが出来たが、祖母が脚を痛めて歩き遍路を断念した経緯を、打ち明けた。鈴が祖父母への「お土産のお茶」に選んだ、徳島の歩危番茶を飲み、「四国は「歩危番茶」を始め色々なお茶がたくさんある土地柄」であり、お遍路に合わせて各県の銘茶を送ることを提案された。
店から彼女を尾行する車があることを告げられたが、実は里乃の祖母が雇ったボディガードだったことが判明。
大室里乃の祖父（おおむろりののそふ）
第五十煎「「茶縁」の導き」で登場。岡山県にある『吉備津神社』で知り合い、鈴が倉敷市美観地区内にある茶屋で買った、「今朝焙じたての焙じ茶」を飲んでから立ち去る。
後日、美観地区へ出店した『茶柱倶楽部』へ現われ、何日か滞在することを告げると午後になってから来店するようになり、玉露・煎茶、番茶などを飲み、備前焼の湯飲みを鈴へ贈り週明けぐらいに帰ることを打ち明ける。翌朝、美観地区内の食事処で朝食を済ませると、川の側で岡山の「美作番茶」をふるまわれ、その後に里乃の祖父であることを明かした。

## 用語
茶柱倶楽部（ちゃばしらクラブ）
鈴が宝くじで当てた大金で購入した大型車を改造した移動茶店。茶葉の冷蔵設備やカウンターの他に、畳を広げて座れるスペースを作ることもできる。扱うお茶は日本茶限定。メールマガジン「茶柱通信」も配信している。店名にもなっている「茶柱」とはお茶の中に浮いている茶の葉っぱのことで、これが縦に浮いていると縁起が良いとされる。
茶壺（ちゃふう）
中国茶をいれる急須のこと。
高遊外売茶翁（こうゆうがいばいさおう）
「茶神」と称される佐賀県出身の禅僧。「300年以上前に、上流階級のお茶を一般へ広めに茶道具を携え、各所を巡った佐賀の禅僧。」鈴曰く「私のアイドルです。」と憧れている人物。
聞香杯（もんこうはい）
香りを嗅ぐための、細長い茶器。
青茶（あおちゃ）
半発酵茶。烏龍茶も含まれる。
蓋椀（がいわん）
蓋付きの茶碗状急須。
茶海（ちゃかい）
茶を淹れる、ピッチャーのこと。
鶯歌（インガ）
「茶器の街」として知られている。桃花はそこで、茶器の絵付けをする仕事をしている。
清水厳祖師廟（チンスエイェンズスーミャオ）
清水祖師を本尊に戴く、台湾の寺院。未だに建築途中のため、「台湾のサクラダ・ファミリア」と呼ばれている。日本への帰国前日、鈴たちが参拝した。
新井耕吉郎（あらいこうきちろう）
「台湾紅茶的守護者（台湾紅茶の祖）」と呼ばれている、日本人技師。紅茶の改良研究に尽力した。高子と李がそれぞれ持っている一対の「獅子茶壺」を贈った人物。
茶歌舞伎（ちゃかぶき）
「闘茶」（茶の味を飲み分けて勝敗を競う遊び。）の別名。
鎌倉時代-南北朝時代に、様式が確立した。鈴はこの「闘茶」を「当茶」と名称を変え、地元のイベントで開催した。
大浦慶（おおうら けい）
幕末の時代、女手一つで当時「御法度」とされていた私貿易で、英国商人に緑茶のサンプルを渡し、「いきなり6トンものの受注という大博打に出た」（桜井談）長崎の女性商人。
あの坂本龍馬に始まり、明治時代の政治家・大隈重信なども支援し、近代日本の礎を築いたとされる。
ナツコ
鈴たちが滞在した、沖縄県が戦後。米軍の占領下にあった頃、対外貿易が禁止され島同士の交易や移動も制限されていたが、「生きていくために」（上間夏子談）爆弾の薬莢や、沖縄が空爆を受けた後の残骸の鉄屑などを売りまくり、「密貿易の女王」と呼ばれていた女性。
桃花（前述）の大叔父にあたる男性が戦後、「密貿易でお茶の取引をしていた」とのこと。
針突（ハジチ）
古来琉球伝統の成人女性の証にする、入れ墨。
明治時代に禁止されたが、上間夏子が若い頃には「まだ見たものだよ」とのこと。鈴のタブレット端末に届いた、桃花の大叔父一家の集合写真に、大叔父の妻が手に布をかけて写っていたことで分かった。
ぶくぶく茶（ぶくぶくちゃ）
琉球文化の伝統茶。炒った玄米・炒った白米をそれぞれ別に煮た湯で、さんぴん茶（沖縄県産）を点てて淹れる。鈴たちが沖縄に滞在したときに、飲んでいた。いくつか説があり（上間夏子談）、「琉球王朝伝来か那覇の上流家庭の祝いの茶」で、「いずれにしても本島のぜいたくな茶」とのこと。
高知県立牧野植物園（こうちけんりつまきのしょくぶつえん）
「日本の植物分類学の父」と呼ばれる、牧野富太郎の功績を讃えて造成された名園。
学閥抗争で職を追われ、悩んでいた梅田蓮（前述）を連れてやって来た。
倉敷美観地区（くらしきびかんちく）
岡山県倉敷市にある、観光地。伝統的な建造物や町並みを整備してある。
吉備津神社（きびつじんじゃ）
桃太郎伝説由来の神社。第四十九煎で知り合った、大室里乃（前述）の祖父とはそこで知り合った。
横浜赤レンガ倉庫（よこはまあかレンガそうこ）
神奈川県横浜市にある、観光スポットの一つ。
鈴が最終回で1年後に開催した、『旬茶祭り』の第1会場となった。

## 単行本
- 青木幸子 『茶柱倶楽部』 芳文社〈芳文社コミックス〉、全8巻
  1. 2010年10月22日発売 ISBN 978-4-8322-3220-4
  2. 2011年11月22日発売 ISBN 978-4-8322-3275-4
  3. 2012年8月16日発売 ISBN 978-4-8322-3312-6
  4. 2013年5月16日発売 ISBN 978-4-8322-3353-9
  5. 2014年2月15日発売 ISBN 978-4-8322-3393-5
  6. 2014年9月16日発売 ISBN 978-4-8322-3417-8
  7. 2015年4月16日発売 ISBN 978-4-8322-3449-9
  8. 2015年12月16日発売 ISBN 978-4-8322-3481-9